# Leszek Staroń
Leszek Staroń (ur. 10 kwietnia 1938 w Warszawie, zm. 22 kwietnia 2024) – polski reżyser, scenarzysta, scenograf i aktor. Najbardziej znany z wyreżyserowanej komedii z 1977 Wolna sobota.
W 1971 ukończył studia na Wydziale Reżyserii PWSFTviT w Łodzi.

## Filmografia (wybrane pozycje)
- 1977: Wolna sobota (reżyseria)
- 1981: Chłopiec (scenariusz, reżyseria, dialogi)
- 1982: Zabijanie koni (scenariusz, reżyseria, dialogi)
- 1982: 6 milionów sekund (scenariusz, reżyseria, dialogi), serial telewizyjny